# Atacazo
L'Atacazo est un volcan à une dizaine de kilomètres au sud-ouest de Quito. Il n'est pas en activité actuellement.